# Johannes Kaptain
Johannes Kaptain (né le 29 juin 1926 à Kreuzau et mort le 23 décembre 1998) est un homme politique allemand (CDU), administrateur de district honoraire et membre du Landtag de Rhénanie-du-Nord-Westphalie.

## Biographie
Après l'école primaire en 1940, Kaptain commence un apprentissage commercial dans l'entreprise Thomas Josef Heimbach à Mariaweiler. Après avoir terminé son apprentissage, il doit faire le service du travail du Reich et plus tard la marine du Reich. Après la fin de la Seconde Guerre mondiale, il travaille comme ouvrier non qualifié chez RWE. Plus tard, il y est utilisé dans sa profession savante. À partir de 1952, il est membre du comité d'entreprise. En 1960, il en devient président. Kaptain a cinq enfants. Il décède des suites d'une longue et grave maladie l'avant-veille de Noël 1998.

## Carrière politique
Kaptain rejoint la CDU en 1946. Il devient immédiatement le porte-parole d'arrondissement du Junge Union et sept ans plus tard, son président. En 1963, il devient président de l'association de district CDU. Il est déjà représenté au conseil d'arrondissement en tant que citoyen averti depuis 1954. Il est membre du conseil d'arrondissement de 1956 jusqu'à sa mort, soit 42 ans. En 1956, il devient membre du conseil municipal de Kreuzau. Il reste conseiller pendant 36 ans. Parfois, il est également maire.
Kaptain est nommé successeur d'Anton Germscheid le 16 octobre 1964 élu administrateur de l'arrondissement de Düren. Il est remplacé par Adolf Retz le 19 octobre 1989. Pendant son mandat, l'arrondissement de Juliers et de Düren ont été fusionnés le 1er janvier 1972. Du 10 juillet 1966 au 12 mai 1985, Kaptain est membre du Landtag de Rhénanie-du-Nord-Westphalie.

## Honneurs
En plus des nombreuses récompenses reçues par Kaptain, la Landrat-Kaptain-Strasse de Kreuzau porte son nom. Il est également devenu le premier citoyen d'honneur de sa ville natale en 1996.